# Алън Стийл
Алън Мълърин Стийл (младши) (на английски: Allen Mulherin Steele, Jr.) e американски писател, автор на научна фантастика.

## Биография
Роден е на 19 януари 1958 г. в Нашвил, щат Тенеси. Получил е бакалавърска степен от New England College, и магистърска от University of Missouri. Преди да се утвърди като автор на научна фантастика, работи няколко години като журналист.
Започва да публикува разкази през 1988 г. Ранните му романи се развиват като действие в един свят на бъдещето, чието описание е започнато в „Orbital Decay“ и е продължено в Labyrinth of Night. Някои от ранните му произведения, като „Orbital Decay“ и „Lunar Descent“, описват обикновени работници, ангажирани в бъдещи строителни проекти в космоса. От 1992 г. насам той се съсредоточава предимно върху отделни, като описван свят, романи и разкази; като изключение е написал три романа (всъщност сборници с разкази) за луната Койот.
През 1996 г. повестта му The Death of Captain Future получава награда Хюго за най-добра повест. През 1998 г. той повтаря този успех с ... Where Angels Fear To Thread.
Стийл е член на борда на съветниците на Space Frontier Foundation и на Science Fiction and Fantasy Writers of America. Също така, той е бивш член (директор за Източния регион) на борда на директорите на SFWA. През 2001 г. той представя изложение пред Подкомитета за космос и аеронавтика на Камарата на представителите на САЩ, касаещо изучаването на космоса през 21 век.
През 2004 г. той написва една от главите на съвместния роман-шега Atlanta Nights.

### Серии

#### Койот
- (2002) „Койот: Роман за междузвездното изучаване“
- (2004) „Издигането на Койот: Роман за междузвездната революция“
- (2005) „Границите на Койот: Роман за междузвездната колонизация“

### Романи
- (1989) „Orbital Decay“
- (1990) „Clarke County, Space“
- (1991) „Lunar Descent“
- (1992) „Labyrinth of Night“
- (1994) „The Jericho Iteration“
- (1995) „The Weight“
- (1995) „The Tranquillity Alternative“
- (1996) „Orbital Decay, Revised“
- (1997) „A King of Infinite Space“
- (2000) „Oceanspace“
- (2001) „Chronospace“
- (2007) „Spindrift“

- (1996) „The Death of Captain Future“

### Сборници
- (1987) „Rude Astronauts“
- (1996) „All-American Alien Boy“
- (1998) Sex and Violence in Zero-G: The Complete 'Near Space' Stories
- (2003) „American Beauty“

### Публицистика
- (2003) „Primary Ignition“ (включва статии и есета от периода 1997 – 2004 г.)
- (2004) „The Hard Stuff“